# ديميتريس سالبينغيديس
ديميتريوس سالبيغيديس (باليونانية: Δημήτρης Σαλπιγγίδης)‏، من مواليد 18 أغسطس 1981 في سالونيكا في اليونان ، لاعب كرة قدم يوناني.
يلعب مع نادي باناثينايكوس منذ عام 2006.
بدأ باللعب مع منتخب اليونان لكرة القدم في عام 2005.

## مسيرته الكروية
لعب ديميتريس سالبينغيديس خلال مسيرته الاحترافية مع 4 أندية في سبعة عشر موسمًا وسجل خلالها 150 هدف ضمن 402 مباراة. حيث فاز في موسمين بالكأس وفي موسم واحد بالدوري.
خاض ديميتريس سالبينغيديس مسيرته مع نادي لاريسا في موسم 1999–00 لمدة موسم واحد، مشاركًا في 7 مباريات ولم يسجل أي هدف. ثم انتقل إلى نادي كافالا في موسم 2000–01 ولمدة موسمين، حيث شارك في 43 مباراة سجل خلالها 25 هدفًا. لينتقل بعدها إلى نادي باوك في موسم 2002–03 في المرة الأولى ليلعب معه تسعة مواسم ثم في موسم 2010–11 ليلعب معه خمسة مواسم، مشاركًا طوالها في 240 مباراة سجل خلالها 81 هدفًا. ثم انتقل إلى نادي باناثينايكوس في موسم 2006–07 ليلعب معه أربعة مواسم، مشاركًا في 112 مباراة سجل خلالها 44 هدفًا.

## روابط خارجية
- ديميتريس سالبينغيديس على موقع الاتحاد الدولي (مؤرشف)  (الإنجليزية)
- ديميتريس سالبينغيديس على موقع الاتحاد الأوربي (الإنجليزية)
- ديميتريس سالبينغيديس على موقع قاعدة بيانات كرة القدم.إي يو (الإنجليزية)
- ديميتريس سالبينغيديس على موقع ليكيب (الفرنسية)
- ديميتريس سالبينغيديس على موقع ناشيونال فوتبول تيمز (الإنجليزية)
- ديميتريس سالبينغيديس على موقع Soccerway.com (الإنجليزية)
- ديميتريس سالبينغيديس على موقع عالم كرة القدم.نت (الإنجليزية)
- ديميتريس سالبينغيديس على موقع كووورة
- ديميتريس سالبينغيديس على موقع أوليمبيديا (الإنجليزية)
- ديميتريس سالبينغيديس على موقع AS.com (الإسبانية)